# 크레셴차고역
크레셴차고역(이탈리아어: Crescenzago)은 밀라노 지하철 2호선의 역이다. 크레셴차고 구의 프란체스코 로비노 로 (Via Francesco Robino)에 위치해 있다.

## 역사
크레셴차고 역은 1969년 5월 26일 팔마노바 로 (via Palmanova)를 따라가는 노선의 역 중 하나로 문을 열었다. 그 당시는 바프리오에서 카사노까지 트램 노선 (첼레리 델라다 선) 만이 운행되던 시기였다.
같은 해 9월 28일에는 밀라노 지하철 2호선의 1차 구간 (카이아초에서 카시나 고바까지의 구간)이 개통했고, 크레셴차고 역에도 지하철 열차가 운행되기 시작했다..
첼레리 델라다 선의 트램 운행은 지하철 운행으로 대체됐던 때인 1972년 12월 4일까지 계속되었다. 그래서 그 날 크레셴차고 역에서도 운행을 중지하고 지하철만 운행되기 시작했다. 

## 시설
이 역에는 다음과 같은 시설이 있다.
- 장애인 승객을 위한 접근 시설
- 에스컬레이터
- 승차권 자동판매기
- 역 감시카메라
- 화장실
- 안내 방송
- 지하 보행도
- 신문 가판대
- 바, 흡연 바
- 스낵 자판기